# Liste der Ventis-Windkraftanlagen in Deutschland
Die Liste der Ventis-Windkraftanlagen in Deutschland bietet einen Überblick über die installierten oder bereits abgebauten Windkraftanlagen des ehemaligen Windkraftanlagenherstellers Ventis. Als Windparks gelten Standorte mit drei oder mehr Anlagen. Anlagen mit Stahlfachwerkturm sind durch Kursivschrift gekennzeichnet. Wieder abgebaute Anlagen sind durchgestrichen. In Deutschland gibt es aktuell noch eine Ventis V20 in Betrieb. Sie steht im Ortsteil Eichholz der Gemeinde Marschacht im Landkreis Harburg.
Diese Liste erhebt keinen Anspruch auf Vollständigkeit.

## Übersicht
| Name                                   | Baujahr | Gesamt-leistung (MW) | Anzahl | Typ (WKA)           | Ort                 | Land-kreis | Koordinaten                  | Projektierer / Betreiber   | Bemerkungen |
| -------------------------------------- | ------- | -------------------- | ------ | ------------------- | ------------------- | ---------- | ---------------------------- | -------------------------- | --- |
| Windkraftanlage Abbehausergroden       | 1993    | 0,1                  | 1      | Ventis V20-100 (1×) | Nordenham           | BRA        | 53° 28′ 23″ N, 8° 24′ 10″ O  |                            | errichtet an einem Bauernhof, abgebaut 2013 |
| Windkraftanlage Ahndeich               | 1991    | 0,1                  | 1      | Ventis V20-100 (1×) | Nordenham           | BRA        | 53° 29′ 37″ N, 8° 23′ 2″ O   |                            | errichtet auf einer Freimaurerloge, abgebaut 2013 |
| Windkraftanlage Barnstädt/Göhritz      | 1992    | 0,1                  | 1      | Ventis V20-100 (1×) | Barnstädt           | SK         | 51° 19′ 57″ N, 11° 37′ 3″ O  |                            | abgebaut 2009 |
| Windkraftanlage Braunschweig-Veltenhof | 1989    | 0,1                  | 1      | Ventis V20-100 (1×) | Veltenhof           | BS         | 52° 18′ 35″ N, 10° 29′ 12″ O | Ventis Energietechnik GmbH | Errichtet auf dem Gelände der Ventis Energietechnik GmbH, Prototyp der Ventis 20-100. bereits abgebaut                                                   |
| Windkraftanlage Butjadingen            | 1992    | 0,1                  | 1      | Ventis V20-100 (1×) | Butjadingen         | BRA        | 53° 33′ 13″ N, 8° 17′ 37″ O  |                            | abgebaut 2013 |
| Windkraftanlage Dummersdorf            | 1994    | 0,1                  | 1      | Ventis V20-100 (1×) | Lübeck              | OH         | 53° 55′ 31″ N, 10° 49′ 57″ O |                            | mittlerweile abgebaut |
| Windkraftanlage Eichholz               | 1992    | 0,1                  | 1      | Ventis V20-100 (1×) | Eichholz            | WL         | 53° 23′ 31″ N, 10° 20′ 29″ O |                            | |
| Windkraftanlage Geeste                 | 1992    | 0,1                  | 1      | Ventis V20-100 (1×) | Geeste              | EL         | 52° 36′ 38″ N, 7° 18′ 45″ O  |                            | errichtet neben Fußballplatz, abgebaut bis auf den Turm 2013 Kompletter Abbau 2025                                                                       |
| Windpark Gleina                        | 1992    | 0,3                  | 3      | Ventis V20-100 (3×) | Gleina              | BLK        | 51° 14′ 55″ N, 11° 43′ 30″ O |                            | Errichtet an der Bundesstraße B180, alle drei Anlagen mittlerweile abgebaut                                                                              |
| Windkraftanlage Hiddenhausen           | 1993    | 0,1                  | 1      | Ventis V20-100 (1×) | Hiddenhausen        | HF         | 52° 8′ 50″ N, 8° 38′ 51″ O   |                            | errichtet neben den Firmengelände der Firma Sokratherm. abgebaut bis auf den Turm 2013, dient noch als Vogelnest                                         |
| Windkraftanlage Kattrepel              | 1991    | 0,1                  | 1      | Ventis V20-100 (1×) | Brunsbüttel         | HEI        | 53° 54′ 38″ N, 9° 3′ 29″ O   |                            | abgebaut 2013 wegen Repowering |
| Windkraftanlagen Langeneichstädt       | 1993    | 0,1                  | 1      | Ventis V20-100 (2×) | Langeneichstädt     | SK         | 51° 20′ 40″ N, 11° 43′ 11″ O | Global Wind Power          | errichtet auf einen Bauernhof. Repowering 2005 (2× Vestas V80-2.0MW statt 2× Ventis V20-100)                                                             |
| Windkraftanlage Langenhagen-Godshorn   | 1991    | 0,1                  | 1      | Ventis V20-100 (1×) | Langenhagen         | H          | 52° 25′ 52″ N, 9° 41′ 59″ O  |                            | errichtet an der A 2, außer Betrieb, derzeit steht nur noch der Turm mit der Gondel                                                                      |
| Windkraftanlage Lindlar                | 1992    | 0,1                  | 1      | Ventis V20-100 (1×) | Lindlar             | OBK        | 51.0258022, 7.4126735        |                            | errichtet neben IBAG Deutschland GmbH, bis auf den Turm bereits abgebaut                                                                                 |
| Windkraftanlagen Lossa                 | 1993    | 0,2                  | 2      | Ventis V20-100 (2×) | Lossa               | BLK        | 51° 12′ 45″ N, 11° 23′ 55″ O |                            | abgebaut 2013 |
| Windkraftanlage Möhnesee-Berlingsen    | 1993    | 0,1                  | 1      | Ventis V20-100 (1×) | Möhnesee            | SO         | 51° 31′ 7″ N, 8° 8′ 20″ O    |                            | errichtet auf dem Islandpferdehof Möhnesee, bereits abgebaut                                                                                             |
| Windkraftanlagen Poseritz              | 1993    | 0,2                  | 2      | Ventis 20-100 (2×)  | Poseritz            | VR         | 54° 17′ 48″ N, 13° 15′ 36″ O |                            | Zweiflügler, 2016 abgebaut |
| Windkraftanlage Uchte                  | 1992    | 0,1                  | 1      | Ventis V20-100 (1×) | Uchte               | NI         | 52° 30′ 25″ N, 8° 54′ 44″ O  |                            | außer Betrieb |
| Windkraftanlage Rönsahl                | 1992    | 0,1                  | 1      | Ventis V20-100 (1×) | Kierspe Rönsahl     | MK         | 51° 7′ 44″ N, 7° 30′ 28″ O   |                            | errichtet an einem Bauernhof, mittlerweile zurückgebaut                                                                                                  |
| Windkraftanlage Sankt Michaelisdonn    | 1991    | 0,1                  | 1      | Ventis V20-100 (1×) | Sankt Michaelisdonn | HEI        | 53° 58′ 37″ N, 9° 6′ 57″ O   |                            | errichtet an der Kläranlage Sankt Michaelisdonn, abgebaut 2013                                                                                           |
| Windkraftanlage Sengwarden             | 1993    | 0,1                  | 1      | Ventis V12-500 (1×) | Wilhelmshaven       | BRA        | 53° 36′ 17″ N, 8° 3′ 54″ O   |                            | Prototyp der Ventis V12. Testanlage im Jade-Windpark, bereits abgebaut                                                                                   |
| Windkraftanlagen Schaprode-Udars       | 1993    | 0,2                  | 2      | Ventis 20-100 (2×)  | Schaprode           | VR         | 54° 31′ 12″ N, 13° 12′ 13″ O |                            | abgebaut 2013 |
| Windkraftanlage Sengenbühl             | 1993    | 0,1                  | 1      | Ventis V20-100 (1×) | Sengenbühl          | CHA        | 49° 16′ 6″ N, 12° 52′ 19″ O  |                            | errichtet an einem Bauernhof, abgebaut 2013 |
| Windkraftanlage Sohland am Rotstein    | 1993    | 0,1                  | 1      | Ventis V20-100 (1×) | Sohland am Rotstein | GR         | 51° 5′ 45″ N, 14° 47′ 57″ O  | Sabowind                   | Repowering 2014 (1× Enercon E-101 im Windpark Melaune statt 1× Ventis V20-100)                                                                           |
| Windkraftanlagen Steigra               | 1993    | 0,2                  | 2      | Ventis V20-100 (2×) | Steigra             | SK         | 51° 18′ 26″ N, 11° 38′ 15″ O | Ralf Majonek               | abgebaut 2013 |
| Windkraftanlage Stralsund              | 1994    | 0,1                  | 1      | Ventis V20-100 (1×) | Stralsund           | VR         | 54° 20′ 20″ N, 13° 4′ 37″ O  | Hochschule Stralsund       | errichtet auf dem Gelände der Hochschule Stralsund, im November 2021 ging das Maschinenhaus bei der Anlage kaputt. Die Anlage ist derzeit außer Betrieb. |
| Windpark Obermöllern                   | 1994    | 0,3                  | 3      | Ventis V20-100 (3×) | Obermöllern         | BLK        | 51° 10′ 31″ N, 11° 40′ 33″ O |                            | bereits abgebaut |
| Windkraftanlagen Tempel                | 1994    | 0,2                  | 2      | Ventis 20-100 (2×)  | Ribnitz-Damgarten   | VR         | 54° 15′ 56″ N, 12° 31′ 33″ O |                            | beide Anlagen wurden mittlerweile abgebaut |
| Windpark Trent-Holstenhagen            | 1992    | 0,4                  | 4      | Ventis 20-100 (4×)  | Trent               | VR         | 54° 32′ 17″ N, 13° 14′ 7″ O  |                            | abgebaut 2013 |

- Karte mit allen Koordinaten:
- OSM |
- WikiMap